# Catarina Lopes
Catarina Lopes (, século XVI — , século XVI), foi uma combatente portuguesa no Segundo Cerco de Diu.

## Biografia
Junto com Isabel Madeira (capitã), e com Garcia Rodrigues, Isabel Fernandes, Isabel Dias, formou um grupo de combatentes femininas que lutou na frente da batalha contra os turcos, no segundo cerco de Diu, em (1546).
Este feito encontra-se registado nas Décadas de Diogo do Couto, e numa revista de 1842 foi assim descrito:
Do primeiro cerco de Diu, passemos ao segundo. Este (que sustentou com valor digno da sua pessoa o famoso e esclarecido capitão D. João Mascarenhas, no tempo do memorável D. João de Castro, um dos maiores homens, que com grande crédito seu, e igual glória de Portugal, governou os Estados da Índia) foi certamente pelas circunstâncias que se lhe juntarão muito mais formidável que o primeiro. Por este motivo se formou uma grande companhia de mulheres, para que unido um e outro esforço, masculino e feminino, pudesse mais fortemente resistir à fúria dos inimigos. Entre aquelas ficarão em memória os nomes de Garcia Rodrigues, Isabel Dias, Catarina Lopes, e Isabel Fernandes, governando a todas como capitão Isabel Madeira. Estas, de tal sorte se houve neste memorável cerco, que não só acudiam aos reparos dos muros e baluartes, senão que, ajudando aos mesmos soldados, a elas se deveu o não ser rendida aquela fortaleza.
Em particular, a propósito de Catarina Lopes, é acrescentado:
No referido cerco de Diu, deu uma mui distinta prova do seu valor Catarina Lopes. Foi o caso, que querendo ela rechaçar o orgulho de um combatente inimigo, que se tinha avançado aos muros, caiu deles abaixo juntamente com o soldado. Quis este fartar a sua ira, empregando todas as suas forças para suprimir as da valorosa matrona. Esta porém, depondo a fraqueza natural, se revestiu de um tão varonil espírito, que vindo com ele à luta, o derrubou em terra, e não tendo arma alguma com que o ferir, se valeu das que o próprio furor lhe ministrava (porque como lá disse um poeta: Furor arma ministrat. Virgílio.) E assim metendo-lhe os dedos nos olhos, lhos arrancou; e depois socorrida dos seus escapou à raiva dos inimigos, que já com mão alçada corriam a vingar o insulto cometido.